# Campeonato Mundial de Natação em Piscina Curta de 2012 - 100 m peito feminino
A prova dos 50 metros nado peito feminino do Campeonato Mundial de Natação em Piscina Curta de 2012 foi disputado entre 14 e 15 de dezembro em Istambul  na Turquia.

## Recordes
Antes desta competição, os recordes mundiais e do campeonato nesta prova eram os seguintes:
|    | Nome         | Nacionalidade  | Tempo   | Local      | Data                   |
| -- | ------------ | -------------- | ------- | ---------- | ---------------------- |
| WR | Rebecca Soni | Estados Unidos | 1:02.70 | Manchester | 19 de dezembro de 2009 |
| CR | Rebecca Soni | Estados Unidos | 1:03.98 | Dubai      | 18 de dezembro de 2010 |

## Medalhistas
| Ouro                 | Prata               | Bronze                      |
| Rūta Meilutytė (LTU) | Alia Atkinson (JAM) | Rikke Møller Pedersen (DEN) |

## Resultados

### Eliminatórias
As eliminatórias ocorreram dia 14 de dezembro. 
| Colocação | Bateria | Raia | Nome                               | Tempo   | Notas |
| --------- | ------- | ---- | ---------------------------------- | ------- | ----- |
| 1         | 7       | 5    | Rūta Meilutytė (LTU)               | 1:04.69 | Q, NR |
| 2         | 6       | 4    | Rikke Møller Pedersen (DEN)        | 1:04.73 | Q     |
| 3         | 6       | 5    | Sarah Katsoulis (AUS)              | 1:04.76 | Q     |
| 4         | 7       | 4    | Jessica Hardy (USA)                | 1:05.04 | Q     |
| 5         | 5       | 4    | Alia Atkinson (JAM)                | 1:05.26 | Q     |
| 6         | 5       | 5    | Jennie Johansson (SWE)             | 1:06.10 | Q     |
| 7         | 6       | 3    | Petra Chocová (CZE)                | 1:06.16 | Q     |
| 8         | 5       | 6    | Samantha Marshall (AUS)            | 1:06.32 | Q     |
| 9         | 6       | 6    | Rebecca Ejdervik (SWE)             | 1:06.45 | Q     |
| 10        | 6       | 7    | Dilara Buse Günaydın (TUR)         | 1:06.61 | Q, NR |
| 11        | 7       | 6    | Tera van Beilen (CAN)              | 1:06.74 | Q     |
| 12        | 7       | 3    | Valentina Artemyeva (RUS)          | 1:06.75 | Q     |
| 13        | 7       | 2    | Jenna Laukkanen (FIN)              | 1:06.90 | Q     |
| 14        | 2       | 1    | Ji Liping (CHN)                    | 1:06.92 | Q     |
| 15        | 5       | 7    | Sophie Allen (GBR)                 | 1:06.93 | Q     |
| 16        | 6       | 0    | Zhao Jin (CHN)                     | 1:06.98 | Q     |
| 17        | 7       | 7    | Maria Temnikova (RUS)              | 1:07.10 |       |
| 17        | 7       | 1    | Ellyn Baumgardner (USA)            | 1:07.10 |       |
| 19        | 5       | 2    | Martha McCabe (CAN)                | 1:07.12 |       |
| 20        | 5       | 3    | Marina García Urzainqui (ESP)      | 1:07.15 |       |
| 21        | 5       | 8    | Miku Kanasashi (JPN)               | 1:07.49 |       |
| 22        | 1       | 5    | Hrafnhildur Lúthersdóttir (ISL)    | 1:07.54 |       |
| 23        | 6       | 2    | Fumiko Kawanabe (JPN)              | 1:07.60 |       |
| 24        | 7       | 8    | Martina Moravčíková (CZE)          | 1:07.85 |       |
| 25        | 4       | 4    | Raminta Dvariškytė (LTU)           | 1:07.97 |       |
| 26        | 5       | 0    | Back Su-Yeon (KOR)                 | 1:08.03 |       |
| 27        | 5       | 1    | Chiara Boggiatto (ITA)             | 1:08.17 |       |
| 28        | 6       | 1    | Beatriz Travalon (BRA)             | 1:08.21 |       |
| 29        | 4       | 6    | Hannah Miley (GBR)                 | 1:08.68 |       |
| 30        | 7       | 0    | Julia Sebastian (ARG)              | 1:09.21 |       |
| 31        | 4       | 5    | Samantha Yeo (SIN)                 | 1:09.28 | NR    |
| 32        | 6       | 9    | Alona Ribakova (LAT)               | 1:09.29 | NR    |
| 33        | 6       | 8    | Fanny Babou (FRA)                  | 1:09.34 |       |
| 34        | 4       | 3    | Chen I-Chuan (TPE)                 | 1:10.12 |       |
| 35        | 5       | 9    | Ceren Dilek (TUR)                  | 1:10.91 |       |
| 36        | 4       | 7    | Dariya Talanova (KGZ)              | 1:10.96 |       |
| 37        | 4       | 9    | Miriam Corsini (MOZ)               | 1:11.73 |       |
| 38        | 4       | 1    | Isabel Riquelme (CHI)              | 1:12.43 |       |
| 39        | 2       | 8    | Jin Hui Sin (PRK)                  | 1:12.47 |       |
| 40        | 4       | 2    | Lei On Kei (MAC)                   | 1:12.92 |       |
| 41        | 4       | 0    | Daniela Lindemeier (NAM)           | 1:13.23 | NR    |
| 42        | 3       | 3    | Barbara Vali-Skelton (PNG)         | 1:13.73 |       |
| 43        | 3       | 2    | Michaela Millo (MLT)               | 1:15.70 |       |
| 44        | 3       | 1    | Tegan McCarthy (PNG)               | 1:16.02 |       |
| 45        | 1       | 4    | Kum Jong Ho (PRK)                  | 1:17.24 |       |
| 46        | 3       | 7    | Oreoluwa Cherebin (GRN)            | 1:17.40 |       |
| 47        | 3       | 6    | Lianna Catherine Swan (PAK)        | 1:18.62 |       |
| 48        | 3       | 8    | Rachael Tonjor (NGR)               | 1:18.74 |       |
| 49        | 3       | 9    | Patricia Cani (ALB)                | 1:19.04 |       |
| 50        | 3       | 5    | Jaywant Arcot Vijaykumar (IND)     | 1:20.10 |       |
| 51        | 2       | 4    | Monica Saili (SAM)                 | 1:20.66 |       |
| 52        | 4       | 8    | Bonita Imisirovic (BOT)            | 1:20.76 |       |
| 53        | 3       | 0    | Anum Bandey (PAK)                  | 1:20.97 |       |
| 54        | 2       | 7    | Domoinanavalona Amboaratiana (MAD) | 1:21.78 |       |
| 55        | 2       | 6    | Keyik Valiyeva (TKM)               | 1:24.79 |       |
| 56        | 2       | 3    | Shne Joachim (VIN)                 | 1:24.86 |       |
| 57        | 2       | 5    | Athena Gaskin (GUY)                | 1:24.94 |       |
| 58        | 2       | 2    | Danielle Aoigue (GUM)              | 1:33.26 |       |
| 59        | 2       | 0    | Angela Kendrick (MHL)              | 1:35.71 |       |
| 60        | 1       | 3    | Mercedes Toledo Salazar (VEN)      | DNS     |       |
| 60        | 3       | 4    | Elodie Poo Cheong (MRI)            | DNS     |       |
| 60        | 7       | 9    | Kelly Rasmussenn (DEN)             | DNS     |       |

#### Prova extra
| Colocação | Raia | Nome                    | Tempo   | Notas |
| --------- | ---- | ----------------------- | ------- | ----- |
| 1         | 4    | Maria Temnikova (RUS)   | 1:06.20 |       |
| 2         | 5    | Ellyn Baumgardner (USA) | 1:06.99 |       |

### Semifinal
A semifinal  ocorreu dia 14 de dezembro. 
| Colocação | Bateria | Raia | Nome                  | Nacionalidade  | Tempo   | Notas |
| --------- | ------- | ---- | --------------------- | -------------- | ------- | ----- |
| 1         | 1       | 4    | Rikke Møller Pedersen | Dinamarca      | 1:04.11 | Q, NR |
| 2         | 2       | 4    | Rūta Meilutytė        | Lituânia       | 1:04.81 | Q     |
| 3         | 2       | 3    | Alia Atkinson         | Jamaica        | 1:04.99 | Q     |
| 4         | 2       | 5    | Sarah Katsoulis       | Austrália      | 1:05.12 | Q     |
| 5         | 1       | 5    | Jessica Hardy         | Estados Unidos | 1:05.42 | Q     |
| 6         | 1       | 3    | Jennie Johansson      | Suécia         | 1:05.62 | Q     |
| 7         | 2       | 6    | Petra Chocová         | Chéquia        | 1:05.68 | Q     |
| 8         | 2       | 2    | Rebecca Ejdervik      | Suécia         | 1:06.18 | Q     |
| 9         | 2       | 7    | Tera van Beilen       | Canadá         | 1:06.24 |       |
| 10        | 2       | 8    | Sophie Allen          | Reino Unido    | 1:06.42 |       |
| 11        | 1       | 6    | Samantha Marshall     | Austrália      | 1:06.48 |       |
| 12        | 2       | 1    | Jenna Laukkanen       | Finlândia      | 1:06.75 |       |
| 13        | 1       | 7    | Valentina Artemyeva   | Rússia         | 1:06.94 |       |
| 14        | 1       | 1    | Ji Liping             | China          | 1:07.25 |       |
| 15        | 1       | 2    | Dilara Buse Günaydın  | Turquia        | 1:07.27 |       |
| 16        | 1       | 8    | Zhao Jin              | China          | DSQ     |       |

### Final
A final teve sua disputa realizada em 15 de dezembro. 
| Colocação         | Raia | Nome                  | Nacionalidade  | Tempo   | Notas  |
| ----------------- | ---- | --------------------- | -------------- | ------- | ------ |
| Medalha de ouro   | 5    | Rūta Meilutytė        | Lituânia       | 1:03.52 | CR, ER |
| Medalha de prata  | 3    | Alia Atkinson         | Jamaica        | 1:03.80 | NR     |
| Medalha de bronze | 4    | Rikke Møller Pedersen | Dinamarca      | 1:04.05 | NR     |
| 4                 | 6    | Sarah Katsoulis       | Austrália      | 1:05.01 |        |
| 5                 | 2    | Jessica Hardy         | Estados Unidos | 1:05.08 |        |
| 6                 | 7    | Jennie Johansson      | Suécia         | 1:05.62 |        |
| 7                 | 8    | Rebecca Ejdervik      | Suécia         | 1:06.07 |        |
| 8                 | 1    | Petra Chocová         | Chéquia        | 1:06.12 |        |

Legenda
| Recorde mundial       | Recorde mundial (World record)               |                       | Recorde africano                      | Recorde africano (African) |                                           | Q | Classificado por posição (Qualified) |
| Recorde do campeonato | Recorde do campeonato (Championship record)  | Recorde da América    | Recorde da América (Americas)         | q                          | Classificado por melhor tempo (Qualified) |   |                                      |
| Melhor marca do ano   | Melhor marca do ano (World leading)          | Recorde asiático      | Recorde asiático (Asian)              | DNS                        | Não largou (Did not start)                |   |                                      |
| Recorde nacional      | Recorde nacional (National record)           | Recorde europeu       | Recorde europeu (European)            | DNF                        | Não terminou (Did not finish)             |   |                                      |
| Recorde pessoal       | Recorde pessoal do atleta (Personal best)    | Recorde da Oceania    | Recorde da Oceania (Oceania)          | DSQ / DQ                   | Desclassificado (Disqualified)            |   |                                      |
| Recorde da temporada  | Recorde da temporada do atleta (Season best) | Recorde sul-americano | Recorde sul-americano (South America) | NM                         | Sem marca (No mark)                       |   |                                      |